# Segunda Categoría de Pichincha 2018
El Campeonato Provincial de Segunda Categoría de Pichincha 2018 fue un torneo de fútbol en Ecuador en el cual compitieron equipos de la Provincia de Pichincha. El torneo fue organizado por la Asociación de Fútbol No Amateur de Pichincha (AFNA) y avalado por la Federación Ecuatoriana de Fútbol. El torneo dio inicio el 16 de marzo de 2018 y finalizó el 15 de julio. Participaron 9 clubes de fútbol y entregó 2 cupos al Zonal de Ascenso de la Segunda Categoría 2018.

## Sistema de campeonato
El sistema determinado por la Asociación de Fútbol No Amateur de Pichincha fue el siguiente:
Se jugó en un sistema de todos contra todos (18 fechas) ida y vuelta, el club que terminó primero fue campeón, el que terminó segundo fue vicecampeón; estos dos equipos clasificaron al zonal de ascenso de la Segunda Categoría 2018.

## Equipos participantes
| Equipos participantes                             | Equipos participantes   | Equipos participantes                                                    |
| ------------------------------------------------- | ----------------------- | ------------------------------------------------------------------------ |
|                                                   |                         |                                                                          |
| Equipo                                            | Ciudad                  | Estadio                                                                  |
| Sociedad Deportivo Quito                          | Quito                   | Estadio Olímpico Atahualpa                                               |
| Sociedad Deportiva Rayo                           | Cayambe                 | Estadio Gilberto Rueda Bedoya                                            |
| Cuniburo Fútbol Club                              | Cayambe                 | Estadio Gilberto Rueda Bedoya                                            |
| Juventud Independiente de Tabacundo               | Tabacundo               | Estadio de la Liga Deporiva Cantonal de Tabacundo                        |
| Cumbayá Fútbol Club                               | Cumbayá                 | Estadio Francisco Reinoso                                                |
| Club Deportivo Espoli                             | Quito                   | Estadio de la Escuela Superior de Policía General Alberto Enríquez Gallo |
| Club Deportivo Rumiñahui                          | Machachi                | Estadio El Chan                                                          |
| Club Deportivo Universidad San Francisco de Quito | Cumbayá                 | Estadio Francisco Reinoso                                                |
| Galácticos Fútbol Club                            | Pedro Vicente Maldonado | Estadio de la Liga Deportiva Cantonal de Pedro Vicente Maldonado         |

## Equipos por cantón
| Cantón                  | N.º | Equipos                                           |
| ----------------------- | --- | ------------------------------------------------- |
| Quito                   | 4   | - Deportivo Quito - Espoli - USFQ - Cumbayá F. C. |
| Cayambe                 | 2   | - S. D. Rayo - Cuniburo F. C.                     |
| Mejía                   | 1   | - Rumiñahui                                       |
| Pedro Moncayo           | 1   | - JI de Tabacundo                                 |
| Pedro Vicente Maldonado | 1   | - Galácticos F. C.                                |

## Clasificación
| Pos. | Equipo           | Pts. | PJ | G  | E | P  | GF | GC | Dif. |  |
| ---- | ---------------- | ---- | -- | -- | - | -- | -- | -- | ---- |  |
| 1    | Espoli           | 32   | 16 | 10 | 2 | 4  | 30 | 14 | +16  |  |
| 2    | Cumbayá F. C.    | 29   | 16 | 8  | 5 | 3  | 26 | 15 | +11  |  |
| 3    | JI de Tabacundo  | 26   | 16 | 7  | 5 | 4  | 32 | 22 | +10  |  |
| 4    | Cuniburo F. C.   | 21   | 16 | 6  | 3 | 7  | 27 | 28 | −1   |  |
| 5    | S. D. Rayo       | 20   | 16 | 6  | 2 | 8  | 24 | 29 | −5   |  |
| 6    | Rumiñahui        | 17   | 16 | 5  | 2 | 9  | 22 | 27 | −5   |  |
| 7    | USFQ             | 15   | 16 | 4  | 3 | 9  | 26 | 28 | −2   |  |
| 8    | Deportivo Quito  | 12   | 16 | 11 | 3 | 2  | 39 | 20 | +19  |  |
| 9    | Galácticos F. C. | 7    | 16 | 2  | 1 | 13 | 7  | 50 | −43  |  |

Actualizado a los partidos jugados el 15 de julio de 2018.
 Fuente: afnapichincha.org
Criterios de clasificación: 1) Puntos; 2) Diferencia de goles; 3) Goles marcados
|  | Campeón y clasificado a los zonales de Segunda Categoría 2018.     |
|  | Vicecampeón y clasificado a los zonales de Segunda Categoría 2018. |

## Evolución de la clasificación
| Equipo / Jornada | 01 | 02 | 03 | 04 | 05 | 06 | 07 | 08 | 09 | 10 | 11 | 12 | 13 | 14 | 15 | 16 | 17 | 18 |
| ---------------- | -- | -- | -- | -- | -- | -- | -- | -- | -- | -- | -- | -- | -- | -- | -- | -- | -- | -- |
| Espoli           | 2  | 2  | 1  | 1  | 1  | 1  | 1  | 1  | 1  | 1  | 1  | 1  | 1  | 1  | 1  | 1  | 1  | 1  |
| Cumbayá F. C.    | 3  | 3  | 3  | 3  | 4  | 3  | 2  | 2  | 2  | 2  | 2  | 2  | 2  | 2  | 2  | 2  | 2  | 2  |
| JI de Tabacundo  | 6  | 5  | 4  | 4  | 2  | 2  | 3  | 3  | 3  | 3  | 3  | 3  | 3  | 3  | 3  | 3  | 3  | 3  |
| Cuniburo F. C.   | 1  | 1  | 2  | 2  | 3  | 4  | 4  | 5  | 6  | 5  | 5  | 4  | 4  | 4  | 4  | 6  | 4  | 4  |
| S. D. Rayo       | 7  | 7  | 7  | 7  | 8  | 7  | 5  | 6  | 4  | 6  | 6  | 6  | 5  | 6  | 5  | 4  | 5  | 5  |
| Rumiñahui        | 4  | 6  | 6  | 6  | 6  | 6  | 7  | 7  | 8  | 9  | 7  | 8  | 7  | 5  | 7  | 7  | 7  | 6  |
| USFQ             | 5  | 4  | 5  | 5  | 5  | 5  | 6  | 4  | 5  | 4  | 4  | 5  | 8  | 8  | 8  | 8  | 8  | 7  |
| Deportivo Quito  | 9  | 9  | 9  | 9  | 9  | 9  | 9  | 9  | 9  | 8  | 9  | 7  | 6  | 7  | 6  | 5  | 6  | 8  |
| Galácticos F. C. | 8  | 8  | 8  | 8  | 7  | 8  | 8  | 8  | 7  | 7  | 8  | 9  | 9  | 9  | 9  | 9  | 9  | 9  |

## Resultados
| Cuniburo FC     | 2 - 0     | Galácticos FC   | El Potrero            | 16 de marzo | 14:00     |
| USFQ            | 0 - 1     | Deportivo Quito | General Rumiñahui     | 17 de marzo | 15:00     |
| JI de Tabacundo | 0 - 1     | Cumbayá FC      | LDC de Tabacundo      | 17 de marzo | 15:00     |
| Espoli          | 2 - 0     | SD Rayo         | Gilberto Rueda Bedoya | 18 de marzo | 14:00     |
| Libre:          | Rumiñahui | Rumiñahui       | Rumiñahui             | Rumiñahui   | Rumiñahui |

| Cumbayá FC      | 0 - 0   | Espoli          | Francisco Reinoso          | 24 de marzo | 11:00   |
| Galácticos FC   | 0 - 7   | USFQ            | Liga Parr. de Guayllabamba | 24 de marzo | 14:00   |
| Deportivo Quito | 3 - 2   | JI de Tabacundo | Olímpico Atahualpa         | 24 de marzo | 16:00   |
| Rumiñahui       | 0 - 2   | Cuniburo FC     | El Chan                    | 24 de marzo | 16:00   |
| Libre:          | SD Rayo | SD Rayo         | SD Rayo                    | SD Rayo     | SD Rayo |

| USFQ            | 2 - 6       | Rumiñahui       | Francisco Reinoso     | 30 de marzo | 10:00       |
| SD Rayo         | 1 - 1       | Cumbayá FC      | Gilberto Rueda Bedoya | 31 de marzo | 15:00       |
| Espoli          | 2 - 1       | Deportivo Quito | Gilberto Rueda Bedoya | 1 de abril  | 11:00       |
| JI de Tabacundo | 5 - 0       | Galácticos FC   | LDC de Tabacundo      | 1 de abril  | 15:00       |
| Libre:          | Cuniburo FC | Cuniburo FC     | Cuniburo FC           | Cuniburo FC | Cuniburo FC |

| Cuniburo FC     | 2 - 2      | USFQ            | Casa de la Selección       | 6 de abril | 14:00      |
| Deportivo Quito | 6 - 1      | SD Rayo         | Olímpico Atahualpa         | 6 de abril | 17:00      |
| Galácticos FC   | 0 - 4      | Espoli          | Liga Parr. de Guayllabamba | 7 de abril | 14:00      |
| Rumiñahui       | 1 - 1      | JI de Tabacundo | El Chan                    | 7 de abril | 16:00      |
| Libre:          | Cumbayá FC | Cumbayá FC      | Cumbayá FC                 | Cumbayá FC | Cumbayá FC |

| SD Rayo         | 0 - 1 | Galácticos FC   | Gilberto Rueda Bedoya | 14 de abril | 11:00 |
| JI de Tabacundo | 2 - 1 | Cuniburo FC     | LDC de Tabacundo      | 14 de abril | 14:00 |
| Cumbayá FC      | 0 - 2 | Deportivo Quito | General Rumiñahui     | 15 de abril | 12:00 |
| Espoli          | 1 - 0 | Rumiñahui       | Gilberto Rueda Bedoya | 15 de abril | 12:00 |
| Libre:          | USFQ  | USFQ            | USFQ                  | USFQ        | USFQ  |

| Cuniburo FC   | 0 - 3           | Espoli          | Casa de la Selección       | 20 de abril     | 14:00           |
| Galácticos FC | 0 - 1           | Cumbayá FC      | Liga Parr. de Guayllabamba | 21 de abril     | 14:00           |
| USFQ          | 1 - 2           | JI de Tabacundo | Francisco Reinoso          | 21 de abril     | 14:00           |
| Rumiñahui     | 1 - 3           | SD Rayo         | El Chan                    | 21 de abril     | 16:00           |
| Libre:        | Deportivo Quito | Deportivo Quito | Deportivo Quito            | Deportivo Quito | Deportivo Quito |

| Cumbayá FC      | 4 - 0           | Rumiñahui       | Xavier Fernández      | 28 de abril     | 13:00           |
| SD Rayo         | 2 - 1           | Cuniburo FC     | Gilberto Rueda Bedoya | 28 de abril     | 15:00           |
| Deportivo Quito | 3 - 1           | Galácticos FC   | Olímpico Atahualpa    | 28 de abril     | 18:15           |
| Espoli          | 1 - 0           | USFQ            | Gilberto Rueda Bedoya | 29 de abril     | 12:00           |
| Libre:          | JI de Tabacundo | JI de Tabacundo | JI de Tabacundo       | JI de Tabacundo | JI de Tabacundo |

| Cuniburo FC     | 1 - 3         | Cumbayá FC      | Casa de la Selección       | 4 de mayo     | 14:00         |
| USFQ            | 2 - 1         | SD Rayo         | Liga Parr. de Guayllabamba | 5 de mayo     | 11:00         |
| Rumiñahui       | 0 - 1         | Deportivo Quito | El Chan                    | 5 de mayo     | 15:00         |
| JI de Tabacundo | 2 - 1         | Espoli          | LDC de Tabacundo           | 5 de mayo     | 15:00         |
| Libre:          | Galácticos FC | Galácticos FC   | Galácticos FC              | Galácticos FC | Galácticos FC |

| Cumbayá FC      | 3 - 1  | USFQ            | Xavier Fernández           | 12 de mayo | 12:00  |
| Galácticos FC   | 2 - 0  | Rumiñahui       | Liga Parr. de Guayllabamba | 12 de mayo | 14:00  |
| Deportivo Quito | 2 - 0  | Cuniburo FC     | Olímpico Atahualpa         | 12 de mayo | 18:15  |
| SD Rayo         | 1 - 0  | JI de Tabacundo | Gilberto Rueda Bedoya      | 13 de mayo | 13:00  |
| Libre:          | Espoli | Espoli          | Espoli                     | Espoli     | Espoli |

| Cuniburo FC     | 2 - 1   | Rumiñahui       | Casa de la Selección  | 19 de mayo | 10:00   |
| USFQ            | 4 - 0   | Galácticos FC   | Francisco Reinoso     | 19 de mayo | 13:00   |
| Espoli          | 2 - 1   | Cumbayá FC      | Gilberto Rueda Bedoya | 20 de mayo | 12:00   |
| JI de Tabacundo | 2 - 2   | Deportivo Quito | LDC de Tabacundo      | 20 de mayo | 12:00   |
| Libre:          | SD Rayo | SD Rayo         | SD Rayo               | SD Rayo    | SD Rayo |

| Galácticos FC   | 0 - 5       | JI de Tabacundo | Liga Parr. de Guayllabamba | 26 de mayo  | 14:00       |
| Rumiñahui       | 1 - 0       | USFQ            | El Chan                    | 26 de mayo  | 16:00       |
| Cumbayá FC      | 2 - 1       | SD Rayo         | Xavier Fernández           | 27 de mayo  | 11:00       |
| Deportivo Quito | 2 - 2       | Espoli          | Olímpico Atahualpa         | 27 de mayo  | 12:00       |
| Libre:          | Cuniburo FC | Cuniburo FC     | Cuniburo FC                | Cuniburo FC | Cuniburo FC |

| USFQ            | 2 - 3      | Cuniburo FC     | Francisco Reinoso     | 2 de junio | 10:00      |
| JI de Tabacundo | 3 - 3      | Rumiñahui       | LDC de Tabacundo      | 2 de junio | 12:00      |
| Espoli          | 3 - 1      | Galácticos FC   | Gilberto Rueda Bedoya | 2 de junio | 12:00      |
| SD Rayo         | 1 - 2      | Deportivo Quito | Gilberto Rueda Bedoya | 3 de junio | 13:00      |
| Libre:          | Cumbayá FC | Cumbayá FC      | Cumbayá FC            | Cumbayá FC | Cumbayá FC |

| Cuniburo FC     | 3 - 0 | JI de Tabacundo | Casa de la Selección       | 9 de junio  | 10:00 |
| Galácticos FC   | 0 - 2 | SD Rayo         | Liga Parr. de Guayllabamba | 9 de junio  | 12:00 |
| Rumiñahui       | 2 - 1 | Espoli          | El Chan                    | 9 de junio  | 15:00 |
| Deportivo Quito | 4 - 3 | Cumbayá FC      | Olímpico Atahualpa         | 10 de junio | 12:00 |
| Libre:          | USFQ  | USFQ            | USFQ                       | USFQ        | USFQ  |

| Cumbayá FC      | 3 - 0           | Galácticos FC   | Xavier Fernández      | 16 de junio     | 11:00           |
| JI de Tabacundo | 2 - 1           | USFQ            | LDC de Tabacundo      | 16 de junio     | 14:00           |
| SD Rayo         | 0 - 1           | Rumiñahui       | Gilberto Rueda Bedoya | 16 de junio     | 16:00           |
| Espoli          | 4 - 1           | Cuniburo FC     | Gilberto Rueda Bedoya | 17 de junio     | 12:00           |
| Libre:          | Deportivo Quito | Deportivo Quito | Deportivo Quito       | Deportivo Quito | Deportivo Quito |

| USFQ          | 1 - 0           | Espoli          | Francisco Reinoso          | 22 de junio     | 14:00           |
| Cuniburo FC   | 3 - 4           | SD Rayo         | Casa de la Selección       | 23 de junio     | 10:00           |
| Galácticos FC | 0 - 6           | Deportivo Quito | Liga Parr. de Guayllabamba | 23 de junio     | 12:00           |
| Rumiñahui     | 1 - 2           | Cumbayá FC      | El Chan                    | 23 de junio     | 14:00           |
| Libre:        | JI de Tabacundo | JI de Tabacundo | JI de Tabacundo            | JI de Tabacundo | JI de Tabacundo |

| Espoli          | 1 - 3         | JI de Tabacundo | Gilberto Rueda Bedoya | 30 de junio   | 11:00         |
| SD Rayo         | 4 - 1         | USFQ            | Gilberto Rueda Bedoya | 30 de junio   | 16:00         |
| Deportivo Quito | 3 - 2         | Rumiñahui       | General Rumiñahui     | 30 de junio   | 16:00         |
| Cumbayá FC      | 0 - 0         | Cuniburo FC     | Xavier Fernández      | 1 de julio    | 11:00         |
| Libre:          | Galácticos FC | Galácticos FC   | Galácticos FC         | Galácticos FC | Galácticos FC |

| USFQ            | 2 - 2  | Cumbayá FC      | Francisco Reinoso | 6 de julio | 14:00  |
| Rumiñahui       | 3 - 0  | Galácticos FC   | El Chan           | 7 de julio | 16:00  |
| Cuniburo FC     | 4 - 1  | Deportivo Quito | General Rumiñahui | 8 de julio | 11:30  |
| JI de Tabacundo | 3 - 3  | SD Rayo         | LDC de Tabacundo  | 8 de julio | 14:00  |
| Libre:          | Espoli | Espoli          | Espoli            | Espoli     | Espoli |

| Cumbayá FC      | 0 - 0     | JI de Tabacundo | Xavier Fernández      | 14 de julio | 11:00     |
| SD Rayo         | 0 - 3     | Espoli (C)      | Gilberto Rueda Bedoya | 14 de julio | 11:00     |
| Deportivo Quito | 0 - 0     | USFQ            | Casa de la Selección  | 14 de julio | 19:15     |
| Galácticos FC   | 2 - 2     | Cuniburo FC     | Casa de la Selección  | 15 de julio | 18:00     |
| Libre:          | Rumiñahui | Rumiñahui       | Rumiñahui             | Rumiñahui   | Rumiñahui |

## Campeón
| Bandera de Quito                                                                      |
| Club Deportivo Espoli 4.° título Clasifica a los zonales de la Segunda Categoría 2018 |
| También clasifica Cumbayá Fútbol Club como vicecampeón.                               |